# Andreas Hartknopf
Andreas Hartknopf. Eine Allegorie ist ein Roman von Karl Philipp Moritz, der 1786 beim Verlag Unger in Berlin erschien. Eine Fortsetzung erschien 1790 unter dem Titel Andreas Hartknopfs Predigerjahre.
Dem Text ist ein Motto aus dem 2. Brief des Paulus an die Korinther vorangestellt: „Der Buchstabe tötet, aber der Geist macht lebendig.“

## Inhalt
Andreas Hartknopf hat zwei Berufe erlernt: Er ist Schmied und Prediger. Auf einer langen Wanderschaft aus seinem heimatlichen Westfalen in Richtung Osten kommt er in dem Städtchen Gellenhausen an, wo er seine Kindheit verbrachte und wo sein Vetter Knapp den Gasthof „Das Paradies“ bewirtschaftet. Kurz vor der Stadt trifft er auf Küster und Hagebuck: zwei Freunde, die sich am Philanthropinum Dessau kennenlernten und eine solche Schule nun auch in Gellenhausen aufgebaut haben. Sie verhalten sich im Alltag jedoch, im Gegensatz zu der von ihnen vertretenen Lehre, nicht gerade menschenfreundlich. Der Erzähler spricht in wegwerfend-ironischem Ton von ihnen als „Kosmopoliten“ und „Weltreformatoren“. Der verwitwete Gastwirt Knapp, Hartknopfs Vetter, lehnt die Erziehungsmethoden des Philanthropinums ab und erzieht seinen Sohn selbst. Auf dem Kirchhof der Stadt treffen Hartknopf und Knapp auf den emeritierten Rektor der Lateinschule, Hartknopfs ehemaligen Lehrer, mit dem ihn eine Art geistige Verwandtschaft und tiefe Dankbarkeit verbindet.
Am nächsten Morgen wandert Hartknopf, begleitet vom alten Hund seines Vetters, auf den Galgenhügel außerhalb der Stadt. Er trifft den alten Rektor wieder, ihr Gespräch wird aber unterbrochen durch die Ankunft von Hagebuck und seinen Schülern. Der Hund kommt Hagebuck zu nahe, Hagebuck tritt nach ihm und tötet ihn damit. Als der Vetter dies erfährt, trauert er um das Tier, das ihm früher mal das Leben gerettet hat.
An dieser Stelle erfährt der Leser vom anonymen Ich-Erzähler, einem Freund Hartknopfs, Näheres über Knapp: Dieser habe ebenfalls die Lateinschule besucht und Anlagen zu einem „höheren“ geistigen Beruf gehabt. Aus Menschenfreundlichkeit und Mitleid mit den Schwachen und Ausgestoßenen habe er sich aber entschieden, einen Gasthof zu kaufen und dort die Leute zu bewirten, die woanders nicht unterkommen. Er versucht, diesen Menschen auch auf seelischer Ebene zu helfen und sie wieder aufzurichten. Er zieht die praktische Hilfe im Alltag den großen Theorien vor; damit steht er im Gegensatz zu Hagebuck und hat die erkennbare Sympathie des Erzählers. Seinen Sohn erzieht er zu Geduld, Nächstenliebe und praktischen Kenntnissen. Außerdem hält er ihm immer wieder die Vergänglichkeit des Menschen vor Augen, da seiner Meinung nach man seinen Tag nur dann nutzt, wenn man sich der Endlichkeit immer bewusst ist.
Auch Hartknopf selbst ist von diesen Werten geprägt: Trotz seiner geistigen Anlagen arbeitet er als Schmied, um im Kleinen der Welt nützlich zu sein. Er ist bescheiden und meidet auf seiner Wanderschaft den Kontakt mit Menschen. Sein Vater, verführt von der Alchemie, wandte sich vom Handwerk ab. Seine Versuche Gold zu machen ließen ihn letztlich verarmen.
Der Erzähler schildert nun, wie er Hartknopf einst kennenlernte: Dieser kam auf seiner Wanderschaft nach Erfurt, wo er begann, Theologie zu studieren. Eines Abends ging der Erzähler in den Steigerwald, um dort Klopstocks Messias zu lesen und dabei über der Stadt den Sonnenuntergang zu betrachten. Hartknopf begegnete ihm und löste beim Erzähler ein Schamgefühl aus: Ihm wurde bewusst, dass er die empfindsam-romantische Situation nur inszeniert hatte und sich selbst etwas vorspielte. In der Folge entwickelt sich eine Freundschaft, in der der Erzähler viel von Hartknopf lernt: über Astronomie, über Musik als Ausdruck der Empfindung, über Dichtkunst als Trost der Seele, und über eine echte, umfassende Form von Weisheit, durch die man sich im Geist Anderer wiedererkennt und zum Bewohner einer „Geisterrepublik“ wird.
Hartknopf besucht einen jungen Mönch im Kartäuserkloster Erfurt, der sich, nachdem ein Freund starb, dort vor der Welt zurückgezogen hatte. Der Mönch ist unglücklich, Hartknopf zeigt ihm aber, dass er eine ganze Welt in sich selbst entdecken kann, die ihm die äußere Welt ersetzt. Aus der Einsicht in das Unveränderliche kann dann Lebensglück entstehen. Hartknopfs Wahlspruch, der schon am Anfang des Romans genannt wird, wird nun angewandt: „Ich will, was ich muss. Ich muss, was ich will.“
Der Roman endet mit einem „Lied an die Weisheit“, in dem Hartknopfs Lebensmaximen zusammengefasst sind.

## Rezeption
1787 erschien im vierten Heft der von Friedrich Schiller herausgegebenen Zeitschrift Thalia ein Lobgedicht An den Verfasser Hartknopfs. Von einem ungenannten Frauenzimmer eingeschikt.
Moritz' Zeitgenosse Jean Paul schätzte den Roman sehr, ebenso Arno Schmidt, der ihn in einem Radioessay zu Moritz' 200. Geburtstag seinen Hörern empfahl.
Benedikt Erenz rezensierte das Werk 2001 (anlässlich des Erscheinens der RUB-Ausgabe) geradezu überschwänglich und bezeichnete es als „sonderbarste[s] aller sonderbaren Werke der klassischen Epoche“, auch weil es ein „Fragmente-Muster“ anstelle einer stringenten Handlung habe und sich keiner der literarischen Strömungen seiner Entstehungszeit (Spätaufklärung, Frühromantik bzw. Klassik) zuordnen lasse.